# 娜奥米·塞比特
娜奥米·塞比特（Naomi Seibt，2000年8月18日—）是德国政治活动家，她支持全球暖化否定說並且反对气候活动家格蕾塔·通贝里，她认为气候变化的预测被夸大。她還质疑女性主義 。她曾在保守派智库组织的多个活动上发表演讲。娜奥米·塞比特認為自己是自由意志主義者和無政府資本主義者。 其母是一名律师，支持德國另類選擇黨。娜奥米·塞比特本人則反對德国基督教民主联盟。 